# Элий Гигин
Элий Гигин (лат. Aelius Hyginus) — римский политический деятель начала IV века.
Об этом человеке известно лишь из нескольких египетских папирусов. С сентября 308 года по 22 июня 309 года Гигин занимал должность префекта Египта.